# Teahupoo

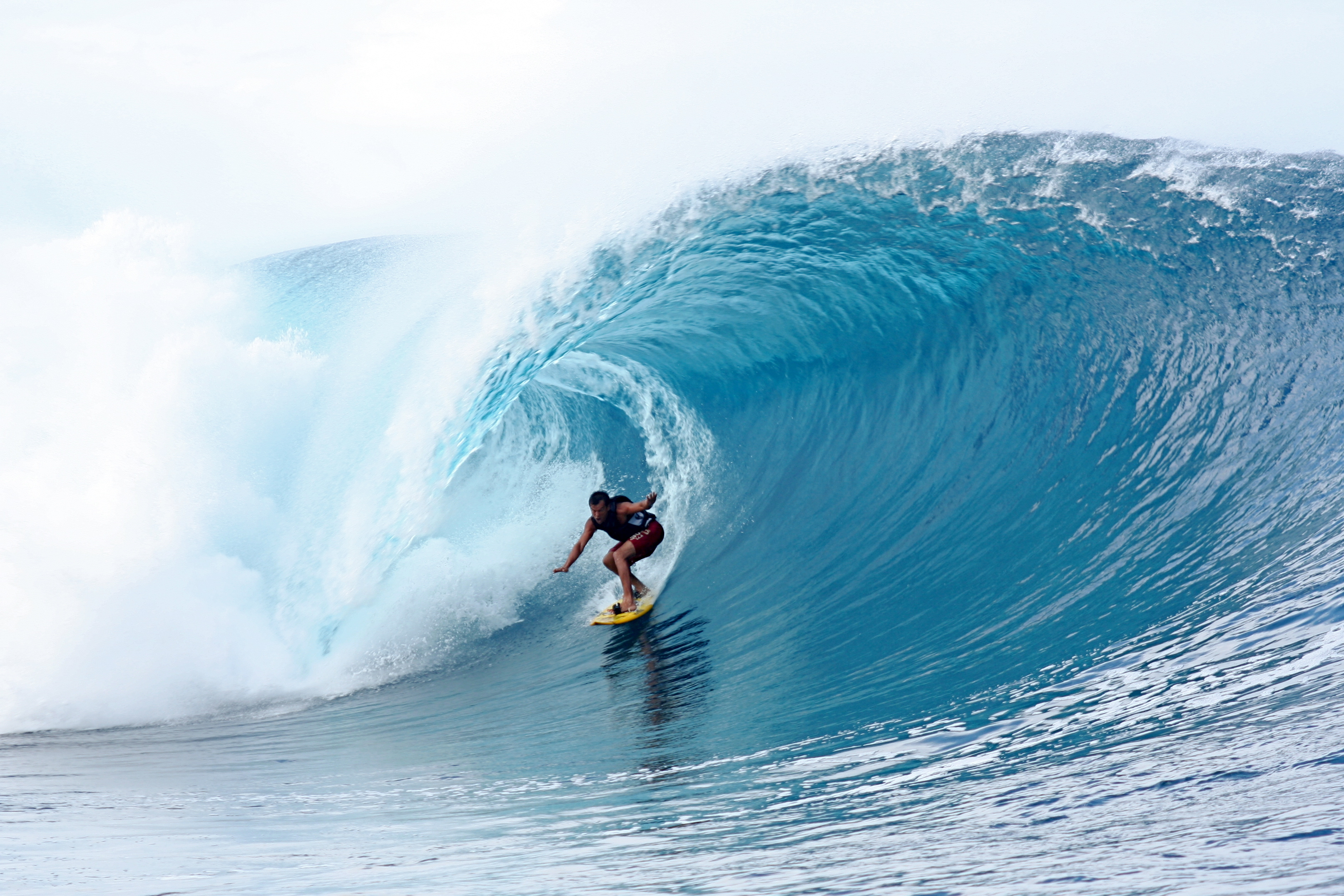
Tube riding op de golven voor het strand van Teahupoo

Teahupoo is een kustplaatsje op het Frans-Polynesische eiland Tahiti. Het is een bekende surflocatie vanwege de surf break, een koraalrif net voor de kust, waardoor golven ontstaan die geschikt zijn voor tube riding.
Sinds 1999 wordt hier jaarlijks de Billabong Pro Teahupoo (van de World Surf League) gehouden. Dit is een van de gevaarlijkste surfcompetities ter wereld. De golven zijn niet alleen hoog maar de openingen die ontstaan zijn zo diep dat er soms niet meer dan vijftig centimeter water tussen het koraalrif en wateroppervlak blijft waardoor een val levensgevaarlijk is.
Teahupoo is gekozen om de surfcompetitie van de Olympische Zomerspelen 2024 te organiseren. De locatie zal dan worden opgezet om plaats te bieden aan 1.500 toeschouwers. De keuze zorgt ook voor het breken van alle records met betrekking tot de afstand tussen de locatie van een Olympisch evenement en de gaststad, een afstand die nu met meer dan 15.700 km nog nooit zo groot is geweest.